# Euonymus oxyphyllus
Euonymus oxyphyllus là một loài thực vật có hoa trong họ Dây gối. Loài này được Miq. mô tả khoa học đầu tiên năm 1865.

## Hình ảnh

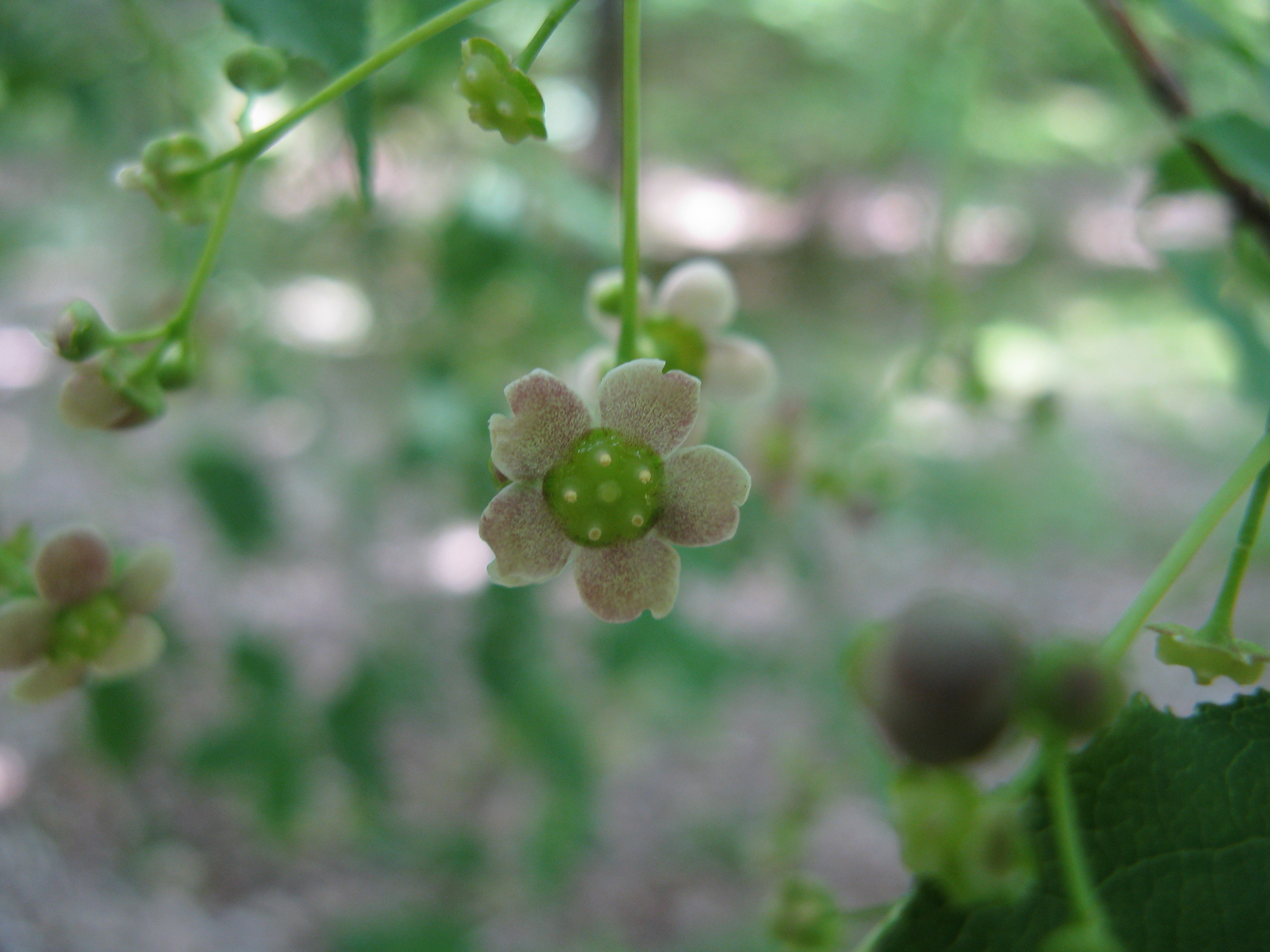
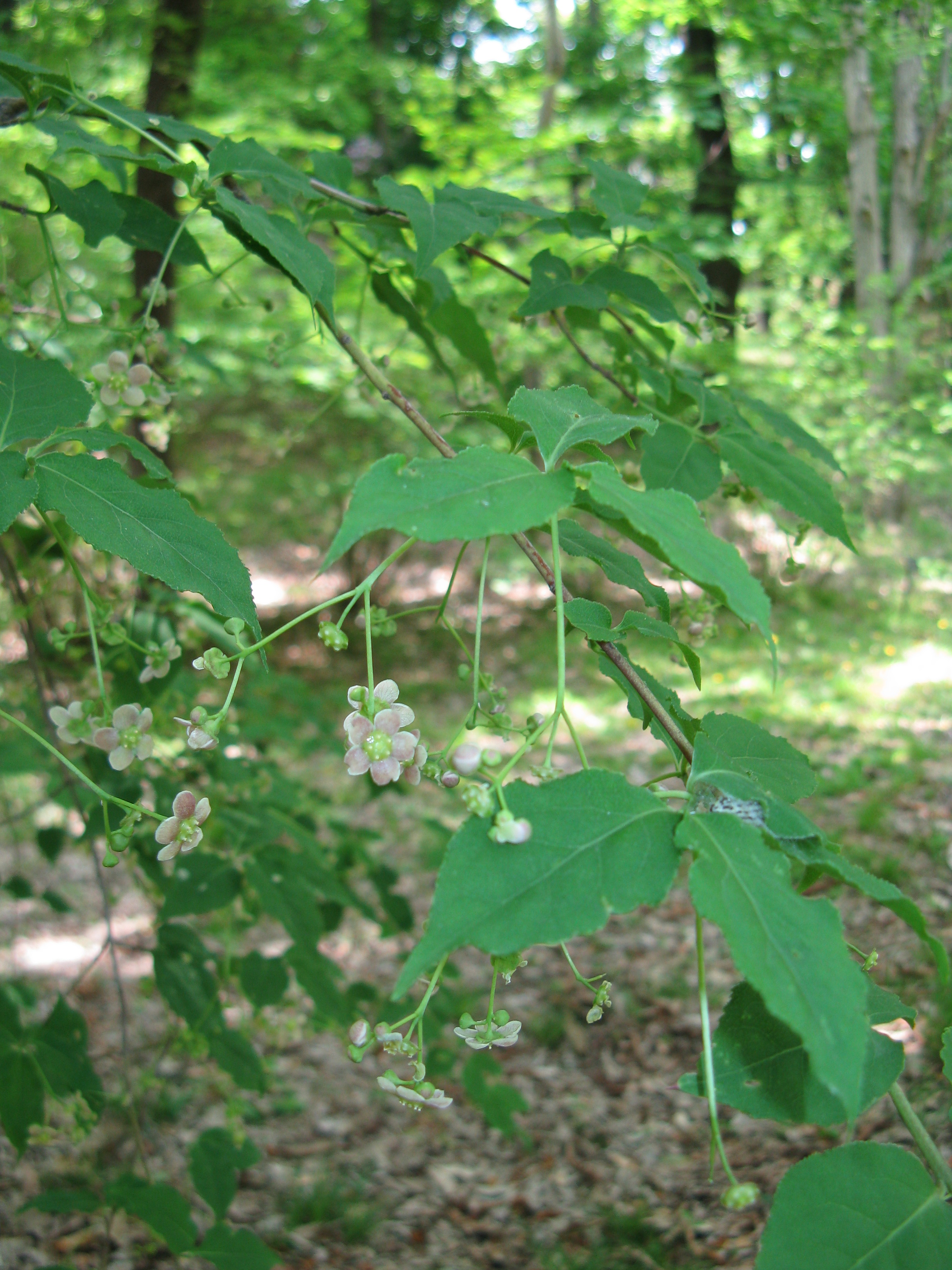
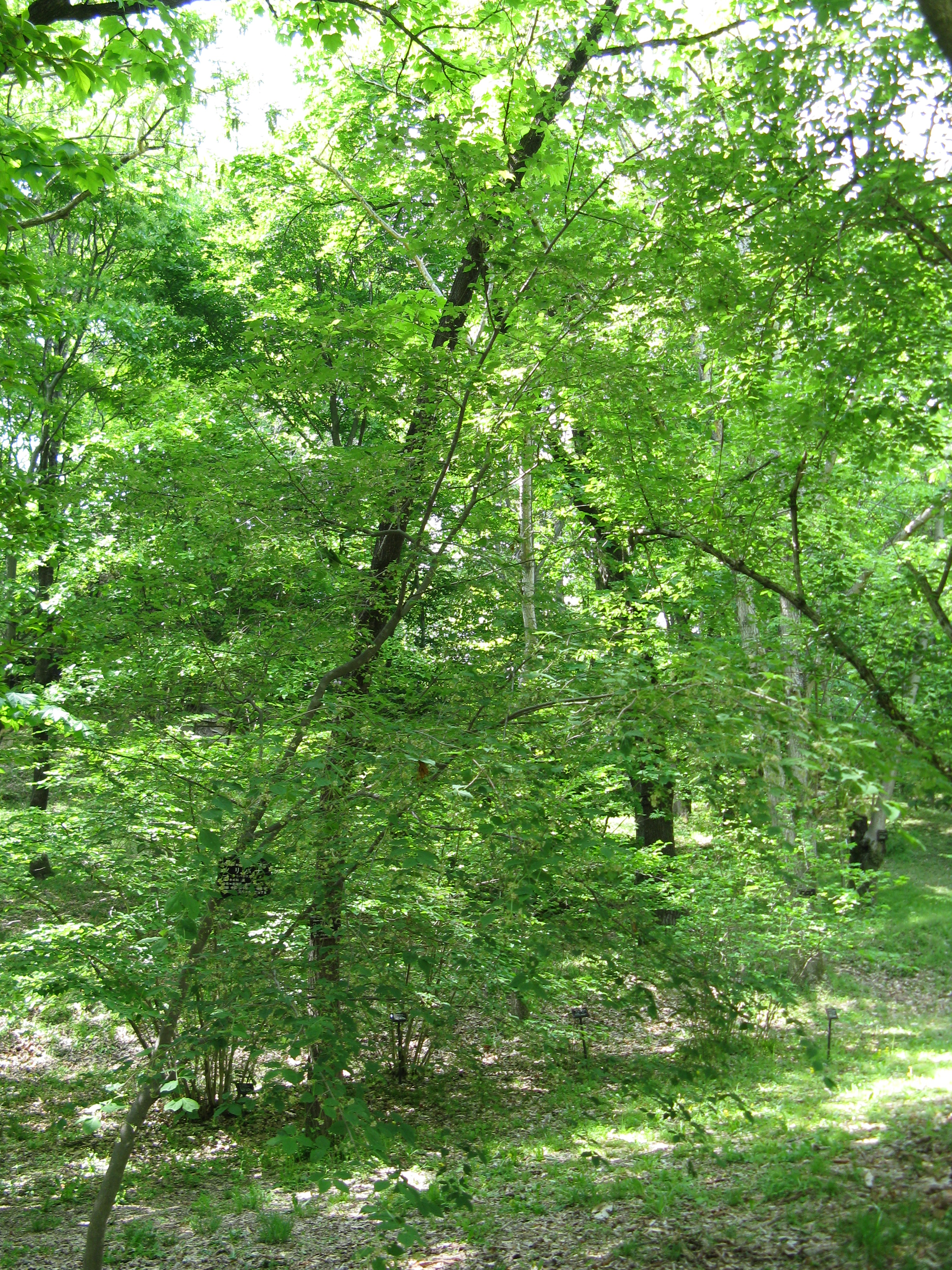
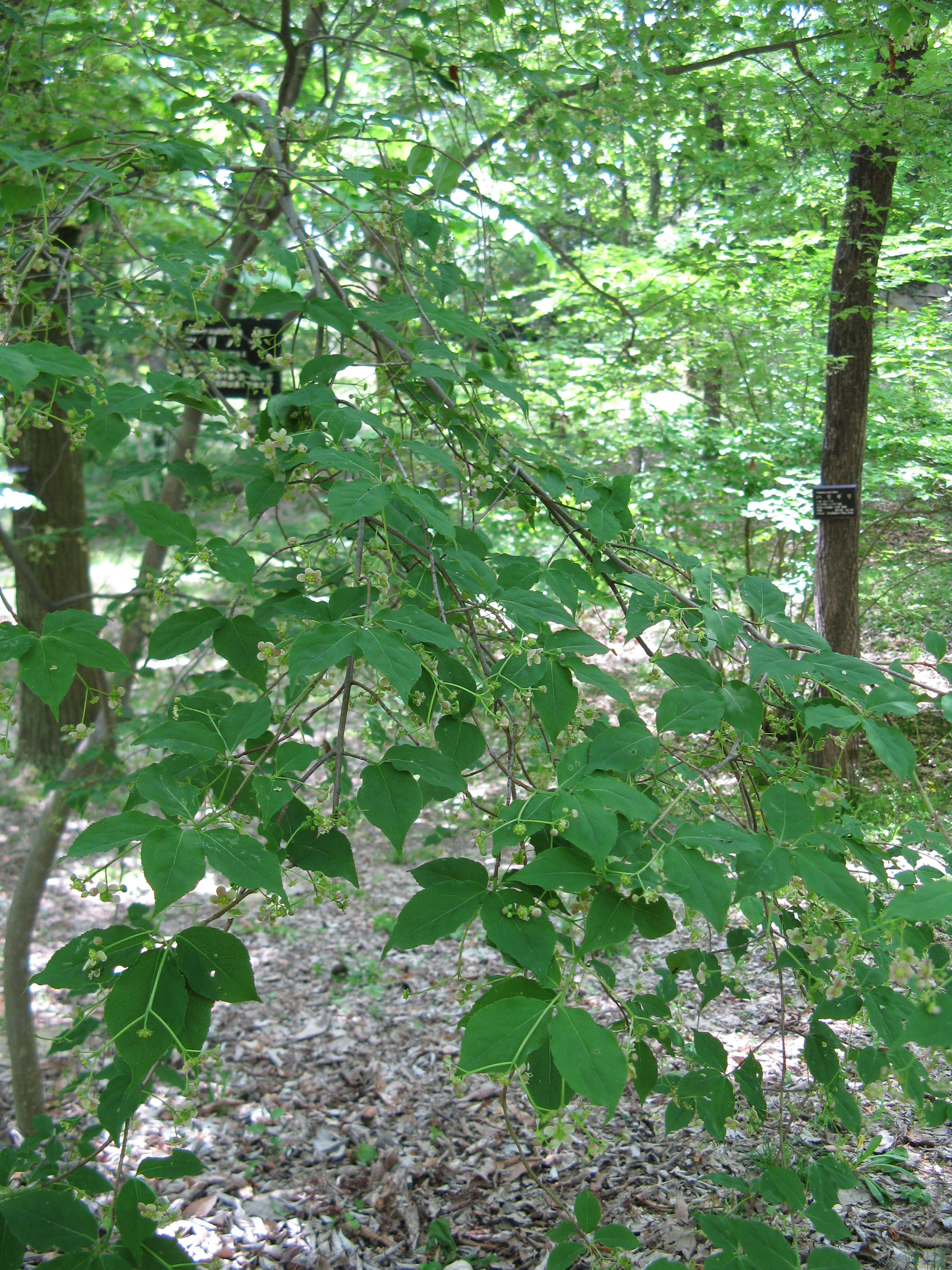